# Al-Harith ibn Surayj
al-Ḥārith ibn Surayj (in arabo الحارث بن سريج‎?; ... – Merv, marzo 746) è stato un rivoluzionario arabo.
Abū Ḥātim al-Ḥārith b. Surayj b. Yazīd b. Sawā b. Ward b. Murra b. Sufyān, dei Banū Mujāshiʿ b. Dārim al-Tamīmī, questo il nome per esteso (in arabo أبو حاتم الحارِث بن سُرَيج بن يَزيد‎?), lanciò e condusse una vasta rivolta sociale e religiosa anti-omayyade in Khorasan e Transoxiana, che anticipò la cosiddetta "Rivoluzione abbaside".
La rivolta di al-Ḥārith iniziò nel 734, interpretando delle forti lamentele e l'avversione degli agricoltori arabi locali e dell'elemento indigeno persiano, di recente islamizzazione (mawālī), per il mancato riconoscimento dei diritti di parità con l'elemento islamico arabo, motivati da esigenze fiscali, dal califfato omayyade. Per questo motivo egli è stato definito da Henrik Samuel Nyberg un "murgita politico".

## L'ostilità anti-omayyade deimawālīnon-arabi
Al-Ḥārith basava la sua ribellione sul forte malcontento che serpeggiava sempre più, specialmente tra i non-Arabi di recente conversione all'Islam.
Una chiara ostilità era però presente anche tra i coloni arabi, discendenti delle circa 40.000 famiglie arabe irachene che erano state "esiliate" dalle autorità omayyadi all'epoca del Wālī Ziyād b. Abīhi, a causa del loro forte e determinato sentimento filo-alide, diffuso anche nelle regioni iraniche, quale il Khorasan.
Arabi e Khorasanici, e i figli nati dai matrimoni misti praticati da decenni, specialmente nell'oasi di Marw), lamentavano le paghe dimezzate negli eserciti califfali rispetto a quelle concesse ai soldati siriani fedeli al regime, come pure le sperequazioni fiscali dovute al mancato riconoscimento da parte del governo centrale della loro incompiuta islamizzazione.
Il Bayt al-māl omayyade avrebbe infatti risentito pesantemente dell'incasso della semplice zakat anziché della più sostanziosa jizya riservata ai non-musulmani. La giustificazione addotta da Damasco era la non completa conoscenza della complessa liturgia islamica dei mawālī (riscontrabile ad esempio nell'approssimativo modo di adempiere all'obbligo della preghiera canonica quotidiana), nonché la sommaria conoscenza della Sharīʿa, che per molti versi era peraltro ancora in fase di elaborazione dottrinaria.
Identiche giustificazioni furono addotte anche a danno dell'elemento berbero in Nordafrica, tali da portare ad esempio alla riduzione in stato di schiavitù di alcune figlie di capifamiglia berberi di recente conversione, che contribuirono a causare la vittoriosa Grande rivolta berbera contro Damasco.
Il problema non riguardò soltanto aspetti di concreta ingiustizia fiscale ma ebbe immediati riflessi sulla speculazione teologica riguardante la condizione del "musulmano" (argomento vivacissimo dopo lo scontro tra il califfo ʿAlī b. Abī Ṭālib e il governatore di Siria Muʿāwiya b. Abī Sufyān), per invocare la quale alcuni pensatori credevano fosse sufficiente l'affermazione della fede in Allāh e nella missione profetica di Maometto, mentre altri ritenevano che fossero invece indispensabili le opere.
La rivolta di al-Ḥārith ibn Surayj, che impiegò per la prima volta vessilli neri - gli stessi che, non casualmente, saranno poco più tardi innalzati dal movimento abbaside in quelle medesime regioni iraniche - fu infine sconfitta dal Wālī Asad b. ʿAbd Allāh al-Qasrī nel 736, ma costituì il prodromo della vittoriosa "rivoluzione abbaside" del 749-50.

## Biografia

### Gioventù e avvio della rivolta
Al-Ḥārith ibn Surayj era un nativo del Khorasan appartenente alla tribù dei Banu Tamim, insediata originariamente nel settentrione della Penisola araba e facente parte della stirpe dei Muḍar. Come altri della sua gente, si stabilì a Bassora, seguendo suo padre Surayj. Le prime notizie che lo riguardano dicono che nel 729 si mise in luce per il coraggio e lo spirito di sacrificio contro i pagani turchi Turgesh che irruppero in Khorasan dalla confinante Transoxiana, consentendo all'esercito arabo di scampare alla distruzione a Baykand, presso Bukhara. Al-Ḥārith viene ricordato ancora nel 733, quando guidò una protesta nel Basso Ṭokhāristān contro la requisizione di rifornimenti della provincia, già afflitta dalla siccità e dalla carestia, per nutrire la capitale del Khorasan, Marw, disposta dal governatore al-Junayd b. ʿAbd al-Raḥmān al-Murrī. Al-Junayd aveva per la sua azione frustato al-Ḥārith, ma dopo che al-Junayd morì ai primi del 734, lo scontento esplose nuovamente in aperta rivolta, con al-Ḥārith che si mise alla testa dei ribelli.

Mappa del Khorasan e della Transoxiana nell'VIII secolo.

I motivi e la natura della rivolta di al-Ḥārith sono dibattuti. Le sue richieste furono formulate (come è frequente nella storia islamica in ogni epoca) in termini religiosi, chiedendo la fine dell'ingiustizia attraverso l'"applicazione del Libro e della Sunna" da parte del governo. Al-Ḥārith stesso si dice fosse un membro di un oscuro gruppo pietista definito Murjiʿa e che conducesse una vita di tipo ascetica. Secondo il grande arabista israeliano Meir Jacob Kister, egli sembra sentisse di dover svolgere una "missione" e che volesse dar vita a un "governo giusto somigliante a quello del Profeta Maometto e dei primi Califfi Ortodossi". Al-Ḥārith pensava che a guidare la Umma dovesse essere preferibilmente un appartenente all'Ahl al-Bayt, condividendo quindi l'atteggiamento degli Alidi. Era anche convinto che si dovesse fare ogni sforzo per evitare combattimenti tra musulmani e, a tal fine, non mancava mai di cercare il preventivo convincimento dei suoi antagonisti, reiterando i suoi tentativi anche nel corso degli scontri armati.
Al-Ḥārith sosteneva la necessità etica e politica di alcune riforme, la più importante delle quali era appunto la perfetta equiparazione tra musulmani arabi e non-arabi (mawālī), in perfetto ossequio dell'ecumenismo ugualitario preteso dall'Islam. L'unico tentativo di dar corso a questa riforma era stato quello del Califfo ʿUmar II (reg. 717–720) e dei suoi governatori Asad b. ʿAbd Allāh al-Qasrī e Ashras ibn 'Abd Allah al-Sulami, ma il danno per l'erario statale era stato vistoso e, appena il Califfo morì, tutto tornò come prima. Una prima ribellione era scoppiata nel 728 e fu guidata da Abū al-Ṣayda Ṣāliḥ b. Ṭarīf. Molti di quel gruppo d'insorti avrebbero partecipato poi anche al movimento di al-Ḥārith. Ibn Surayj era visto come il campione dei vilipesi diritti degli ʿajam (non-Arabi, specialmente iranici), ma ebbe sostenitori anche tra i Tamīm e gli Azd locali. Scontento sensibile esisteva anche tra gli Arabi khorasanici, a causa delle pesanti perdite subite con la vittoria dei Turgesh nella battaglia della strettoia (Yawm al-shiʿb) del luglio 730, e come conseguenza della dispersione degli agricoltori arabi, voluta dal nuovo Califfo Hishām (reg. 723-743) per punirli della sconfitta, e dall'attività anti-omayyade degli Alidi.

## La rivolta di Ibn Surayj
Quando la notizia della morte di al-Junayd giunse nella cittadina di Andkhuy, in Gozgān (in arabo Jūzjān), uno dei più remoti avamposti arabi, la locale guarnigione araba seguì Ibn Surayj nella sua insurrezione. Il successore di al-Junayd, ʿĀṣim b. ʿAbd Allāh al-Hilālī, che era appena arrivato a Marw, provò a placare i ribelli e inviò loro suoi emissari a tal fine, ma al-Ḥārith semplicemente li mise in carcere. La rivolta si allargava nelle circostanti regioni e al-Ḥārith marciò con una forza militare di 4.000 uomini su Balkh, capitale del Ṭokhāristān e controllata da Naṣr b. Sayyār, forte di 10.000 soldati. Malgrado Naṣr non appoggiasse il movimento di al-Ḥārith, era tanto elevato il tasso di litigiosità tra i Khorasanici che egli e i suoi uomini offrirono una resistenza assai scarsa. Balkh fu presa dagli uomini di al-Ḥārith con facilità, mentre Nasr e le sue truppe abbandonavano il teatro d'operazioni, non andando a sostenere né al-Ḥārith né ʿĀṣim. Immediatamente dopo la guarnigione araba di Marw al-Rūdh si unì alle forze di al-Ḥārith. Il principe indigeno eftalita del Gozgān, Fāryāb e Tāleqān colse subito l'opportunità di unirsi alla rivolta con le sue forze, sperando di ristabilire l'indipendenza di cui in precedenza quelle regioni avevano goduto e forse di indebolire il potere arabo-islamico in Khorasan, facendosi riconoscere come un principe tributario, ma con un ampio grado di autonomia, di Marw.
Al-Ḥārith si concentrò a quel punto su Marw e partì per la capitale, dove tra l'altro aveva simpatizzanti. Tuttavia ʿĀṣim s'impegnò a cementare la lealtà dei Khorasanici allo sbando minacciandoli di abbandonare la città a favore di Naysabur, alle frontiere orientali del Khorasan. Lì avrebbe voluto radunare l'elemento arabo qaysita, la cui fedeltà al regime omayyade era ben nota, e richiese rinforzi dalla Siria. Vista la presenza di numerosi elementi locali nell'esercito di al-Ḥārith, che dava l'idea apparente di un esercito straniero, le élite arabe locali scelsero di radunarsi sotto ʿĀṣim. Appena si avvicinò a Marw, l'esercito di al-Ḥārith mostrò di poter contare su 60.000 uomini, in gran parte mawālī che erano accorsi sotto la sua bandiera, secondo la cronaca fornita da Ṭabarī. I soldati di ʿĀṣim erano considerevolmente meno, e meno motivati, tant'è vero che ʿĀṣim aveva dovuto versare un soldo doppio del normale per arruolare nuovi elementi. Nondimeno egli marciò fuori da Marw e prese posizione dietro un canale a Zarq, distruggendone i ponti. I soldati di al-Ḥārith si avvicinarono e li ripararono, mentre più di 2.000 Arabi tra i suoi ranghi disertarono per unirsi ad ʿĀṣim, con chiara sfiducia nei confronti delle truppe locali che sostenevano al-Ḥārith. Nella battaglia che ne seguì, ʿĀṣim colse una vittoria netta, e molti uomini di al-Ḥārith affogarono nel canale. Di fronte a quella disfatta, molti dei mawālī e dei nobili locali abbandonarono al-Ḥārith, mentre il suo esercito (che all'inizio era particolarmente ricco di elementi iranici) si ridusse a un nucleo di circa 3.000 guerrieri. Ciò obbligò al-Ḥārith a cercare una profferta di pace di ʿĀṣim (che non era certo di poter contare su un solido appoggio degli Arabi khorasanici, nel momento in cui il paventato pericolo costituito dalle forze indigene era passato) e si ritirò ad Andkhuy.
L'anno dopo però al-Ḥārith riprese la sua rivolta e marciò ancora su Marw. ʿĀṣim non poteva persuadere ancora i Khorasanici a lottare per lui e si trovò da solo con circa 1.000 Siriani e Giazireni della sua guardia del corpo. Le forze di al-Ḥārith non erano tuttavia molto maggiori, ridotte com'erano alla guarnigione di Marw al-Rūdh. Dalla battaglia che si svolse nel villaggio di Dandānqān, presso Marw, ʿĀṣim uscì ancora vittorioso, obbligando al-Ḥārith a riparare a Marw al-Rūdh.
Malgrado queste vittorie, la posizione di ʿĀṣim rimaneva precaria. Il suo controllo si estendeva solo a Marw e alle regioni occidentali khorasaniche qaysite attorno a Naysabur. Inoltre egli, come spiegò in una lettera al Califfo, da Siriano qual era, aveva grosse difficoltà a convincere i Khorasanici e anche le truppe irachene a combattere al suo comando contro qualcuno della loro parte. ʿĀṣim chiese inoltre che il Khorasan fosse posto alle dipendenze del governatore d'Iraq, Khālid b. ʿAbd Allāh al-Qasrī, e che le truppe siriane fossero dispiegate nella provincia. Per tutta risposta, il fratello di Khālid, Asad b. ʿAbd Allāh al-Qasrī, che aveva già servito prima come governatore del Khorasan, fu inviato a sostituirlo. La notizia di ciò, unita probabilmente alle pressioni provenienti dai Khorasanici di Marw, indussero ʿĀṣim a concludere una tregua con al-Ḥārith. Secondo alcuni resoconti, egli avrebbe concordato con al-Ḥārith di domandare al Califfo l'"applicazione del Libro e della Sunna", anche se in merito la discussione storica non è approdata a una conclusione accettata da tutti.

### Fine della rivolta, intervento dei Turgesh ed esilio
Asad giunse in Khorasan con 20.000 soldati siriani, e immediatamente assunse l'offensiva contro al-Ḥārith. La campagna militare di Asad fu dispendiosa, ma dopo i suoi primi successi, gli Arabi khorasanici cominciarono a raggiungere le sue file. Il successo di Asad fu aiutato dalle sue relazioni personali di antica data con i capi tribali arabi del posto, oltre che dalle perpetue rivalità tribali che contrapponevano Qaysiti e Kalbiti (chiamati anche Yemeniti) al mudarita al-Ḥārith: tutti elementi che consentirono ad Asad di ottenere il sostegno degli elementi tribali che in buona parte appartenevano ai Rabīʿa, tradizionali nemici della tribù dei Banu Tamim della quale faceva parte al-Ḥārith.
Asad divise le sue forze, spedendo truppe kufane e siriane, sotto il comando di ʿAbd al-Raḥmān b. Naʿim a Marw al-Rūdh, dove era concentrato il grosso delle forze di al-Ḥārith, mentre egli stesso marciava coi rimanenti Basrioti e Khorasanici contro la fortezza di Āmul e Zamm. Le forze ribelli ad Āmul si arresero e furono perdonate, e tale fu anche, poco dopo, il destino della guarnigione di Balkh. Al-Ḥārith stesso abbandonò Marw al-Rūdh e si ritirò attraversando l'Oxus prima di ʿAbd al-Raḥmān, cercando rifugio tra i nobili del Ṭokhāristān. Col loro aiuto, assediò il principale punto di transito sull'Oxus a Tirmidh. Di fronte alle forze di al-Ḥārith, le truppe di Asad non osarono attraversare l'Oxus e preferirono ritirarsi a Balkh. Tuttavia, la guarnigione di Tirmidh riuscì a sconfiggere Ibn Surayj, che era stato indebolito da un dissenso col sovrano di Khuttal, e che fu quindi costretto a ritirarsi a est delle montagne del Badakhshan. Asad sfruttò questo successo persuadendo il presidio di Zamm ad arrendersi, promettendo un'amnistia e una paga doppia, provando con una sfortunata spedizione a riprendere Samarcanda, che era stata perduta nelle fasi successive alla dura sconfitta della battaglia della strettoia.
Nell'anno seguente, il 736, le forze di Asad ripulirono le montagne dell'Alto Ṭokhāristān dai restanti seguaci di al-Ḥārith. La fortezza di Tabushkhān, dove avevano trovato rifugio vari sostenitori di Ibn Surayj coi loro parenti, fu assediata da Judayʿ b. ʿAlī al-Kirmānī. Dopo la resa della fortezza, molti degli uomini di al-Ḥārith furono passati per le armi, mentre i restanti furono ridotti alla condizione di schiavi. Ibn Surayj stesso, per parte sua, seguitò a sfuggire alla cattura. Nel 737, Asad condusse le sue truppe a nord dell'Oxus in una campagna di ritorsione contro il Khuttal, il cui principe s'era alleato con Ibn Surayj e i Turgesh. Mentre le truppe arabe si disperdevano nella regione per saccheggiarla, il khagān dei Turgesh, Su Lu, rispose all'appello rivoltogli dal principe di Khuttal, lanciando un attacco che provocò una precipitosa ritirata di Asad al di là dell'Oxus. I Turgesh lo seguirono e lo attaccarono e s'impadronirono il 1º ottobre i convogli delle forniture e degli approvvigionamenti arabi, prima che le due parti antagoniste s'insediassero nei loro quartieri invernali. Ibn Surayj allora uscì allo scoperto e si unì alle forze del Khagān.
Al-Ḥārith consigliò allora il Khagān di approfittare della dispersione dell'esercito arabo all'interno dei loro quartieri invernali, e riprese la sua avanzata. Seguendo il consiglio di al-Ḥārith, ai primi di dicembre il Khagān condusse a sud un esercito Turgesh forte di 30.000 uomini e che comprendeva contingenti provenienti un po' da tutte le realtà istituzionali della Transoxiana e dell'Alto Ṭokhāristān, bypassando Balkh, nel Gūzgān, sperando di sollevare a suo fianco i principi eftaliti del Basso Ṭokhāristān. Fallì, però, dal momento che il sovrano del Gūzgān preferì allearsi con Asad, che si avvicinava con tutte le forze che poteva. L'avanzata di Asad colse al-Ḥārith e il Khagān in contropiede: Asad piombò su di loro vicino Kharīstān quando essi avevano a loro disposizione appena 4 000 uomini, mentre i restanti erano sparpagliati a saccheggiare i contadini e gli allevatori e a far foraggio per le loro bestie. Nella battaglia di Kharīstān, Asad mise in rotta i Turgesh. Al-Ḥārith, che combatté con bravura, e il Khagān a malapena salvarono le loro vite e fuggirono verso nord, sopra l'Oxus. La vittoria di Asad a Kharīstān salvò il dominio arabo-musulmano in Asia centrale. I distaccamenti Turgesh a sud dell'Oxus furono ampiamente distrutti un po' alla volta da Judayʿ al-Kirmānī, mettendo fine alla minaccia per il Khorasan, e fu cementata la fedeltà dei governanti locali del Ṭokhāristān. Il prestigio del Khagān′ subì un serio contraccolpo: cosa che incoraggiò i suoi rivali in casa, dietro i quali stavano segretamente i Cinesi. Ai primi del 738, il tarkhan Kursul assassinò Su Lu, innescando un rapido processo di disintegrazione del suo potere e una guerra civile. Asad poco dopo morì per un'infezione al ventre (forse una peritonite) e a lui succedette Naṣr b. Sayyār nel luglio del 738.
Nulla si sa delle attività di al-Ḥārith nei successivi due anni, ma egli rimase evidentemente nella Transoxiana settentrionale, facendo base ad al-Shāsh (oggi Tashkent), in stretto contatto coi Turgesh. Nel 740 o 741, dopo aver consolidato la sua autorità sul Khurasan e avviate riforme fiscali che alleviarono il disagio sociale, Nasr ibn Sayyār avanzò nella valle del Medio Iassarte, alla volta dello Shāsh. La sua campagna militare faceva parte degli sforzi per ristabilire il controllo arabo sulla Transoxiana ma, secondo H.A.R. Gibb e Kister, il principale obiettivo era l'espulsione di al-Ḥārith dallo Shāsh, visto il pericolo che egli potesse ancora una volta riunire a sé i Turgesh e i principi locali contro gli Arabi. Naṣr non poté tuttavia attraversare lo Iassarte da un esercito di Turgesh, di truppe di Shāsh e da seguaci di al-Ḥārith, e fu quindi obbligato a retrocedere dopo un negoziato col nemico, che tra le altre condizioni stipulava il ritiro di al-Ḥārith nella lontana città di Fārāb.

### Ritorno in Khorasan. Seconda ribellione e morte di al-Ḥārith
La campagna condotta da Nasr e le sue riforme consolidarono il governo islamico del Khorasan e di gran parte della Transoxiana, ma la situazione rimaneva precaria: i nobili locali non gradivano la perdita della loro autonomia e la crescente assimilazione dei loro sudditi ai conquistatori arabi e inviarono ambascerie alla corte cinese chiedendo aiuto, mentre la rivalità tra le tribù mudarite e yemenite (punto dolente dell'intero mondo arabo-islamico), divideva tra loro gli stessi Arabi. Con la salita al potere del filo-yemenita Califfo Yazid III nel 744, I khorasanici filo-yemeniti sostennero la candidatura di Judayʿ al-Kirmānī al posto di Governatore, e quando ciò non accadde, si ribellarono. Di conseguenza, Nasr giudicò necessario trovare un accordo con al-Ḥārith e i suoi seguaci, sia per rafforzare la sua posizione (Ibn Surayj e i suoi avevano una lunga storia di inimicizia nei confronti di al-Kirmānī) sia per rimuovere una potenziale fonte ispiratrice di una nuova invasione straniera. Nasr ottenne Da Yazid un pieno perdono per al-Ḥārith e i suoi. Le loro proprietà confiscate furono restituite e il Califfo promise inoltre di agire "secondo il Libro e la Sunna".
Quando al-Ḥārith giunse a Marw ai primi del 745, tuttavia, la situazione era mutata: Yazīd era morto, una vera e propria guerra civile era scoppiata in Siria, e Nasr ibn Sayyār, per quanto fosse ancora governatore, aveva visto scemare la sua autorità. Sebbene avesse riconosciuto Marwān II (reg. 744–750), molti dei suoi seguaci non avevano accettato come Califfo Marwān. Al-Ḥārith fu rapido nel frapporre ostacoli tra sé e Nasr: rifiutò l'offerta di un governatorato di distretto e distribuì i doni che aveva ricevuto tra i suoi sostenitori. Al-Ḥārith a parole disconobbe Marwān II e fu subito raggiunto da 3.000 dei suoi sostenitori tamimiti, mentre il suo segretario, Jahm ibn Ṣafwān, si dava da fare per garantirgli ulteriori sostegni. In breve tempo, al-Ḥārith era diventato per Nasr una minaccia ancora più seria di al-Kirmānī.
Dopo che alcuni tentativi di negoziare un accordo si erano dimostrati infruttuosi, Nasr attaccò le forze di Ibn Surayj nel marzo del 746 e colse una prima vittoria ai suoi danni, anche se Jahm ibn Ṣafwān cadde in battaglia.
A quel punto al-Kirmānī unì le proprie forze a quelle di al-Ḥārith e insieme costrinsero Nasr ad abbandonare Marw e a ritirarsi a Naysābūr. I due alleati entrarono nella capitale del Khorasan, ma in pochi giorni entrarono in dissenso e presero a combattersi l'un l'altro. In questi scontri, al-Ḥārith fu ucciso, lasciando al-Kirmānī padrone della città.
Il conflitto tra Nasr e al-Kirmānī proseguì, ma fu subito superato dagli eventi: approfittando del quadro di scontento della guerra civile, gli Abbasidi sotto Abu Muslim lanciarono la loro "Rivoluzione" anti-omayyade, muovendo proprio da quei posti. Nasr ibn Sayyār provò a concludere un'alleanza con al-Kirmānī ma fallì quando questi venne a sua volta assassinato da uno dei figli di Ibn Surayj che ne volle vendicare la morte. Abu Muslim tentò di sfruttare la situazione a proprio vantaggio e, ai primi del 748, i suoi uomini entrarono a Marw, sotto le bandiere abbaside, non a caso nere come quelle di al-Ḥārith.
Era il primo atto di una guerra che avrebbe portato in circa due anni alla fine della quasi novantennale dinastia omayyade di Siria e alla sua sostituzione con quella abbaside, destinata a durare per quasi mezzo millennio.